# Vesna (spolek)

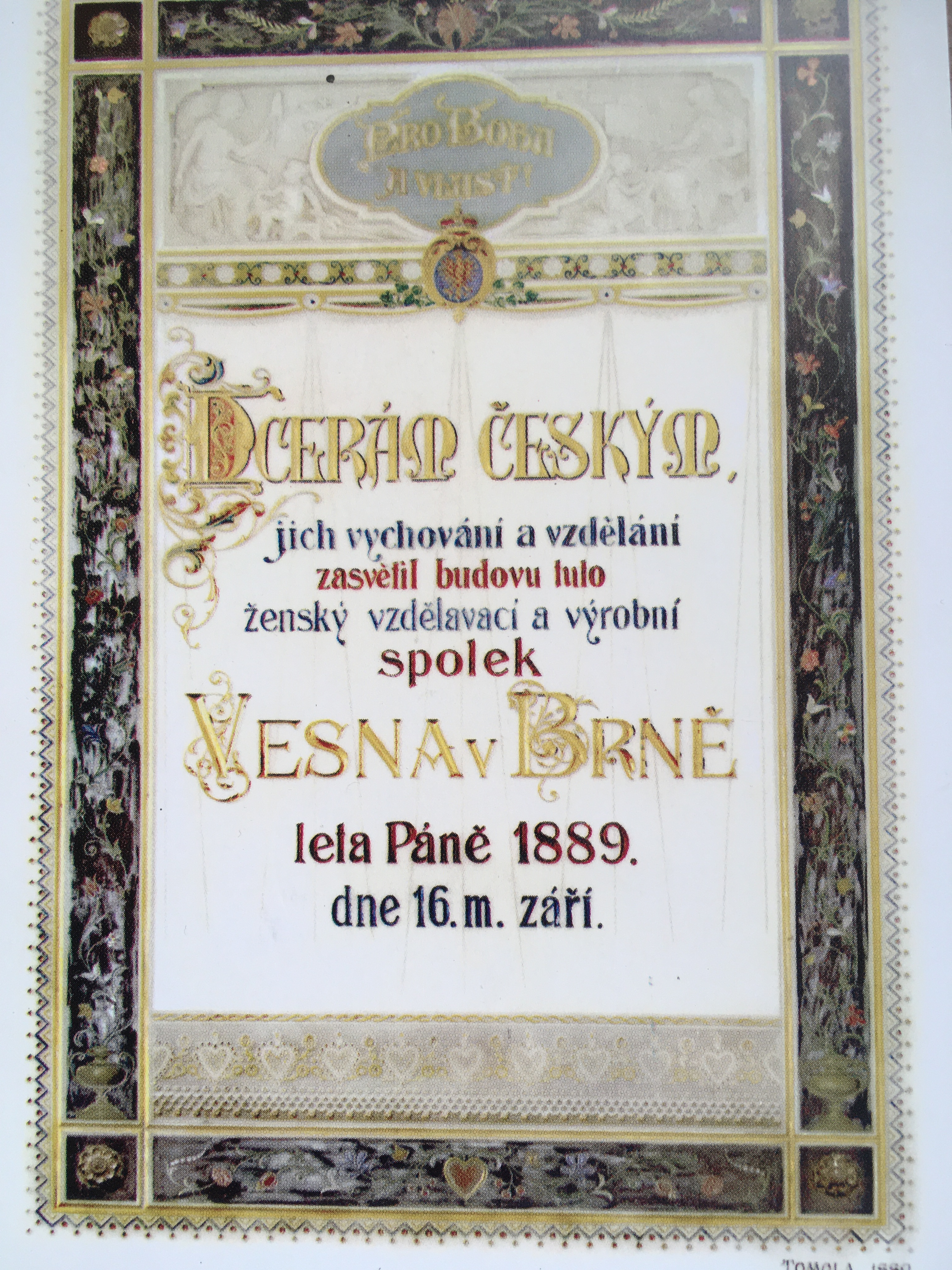
Pamětní deska Vesny v Údolní č.10

Vesna je český ženský vzdělávací spolek se sídlem v Brně, který byl založen na počátku 70. let 19. století. Zabývá se vzdělávací, sociální a zájmovou činností pro širokou veřejnost.

## Historie
Historie Vesny se začala psát 15. července 1870 založením nejstaršího ženského pěveckého spolku na Moravě. Už v roce 1872 se jeho poslání zobecnilo a z pěveckého spolku vznikla ženská vzdělávací jednota, jejímž cílem bylo šířit vzdělanost mezi brněnskými ženami, a to výhradně prostřednictvím českého jazyka. Díky nové jednatelce spolku Elišce Machové dne 16. září 1886 zahájila pod hlavičkou Ženské vzdělávací jednoty Vesna své působení první česká pokračovací dívčí škola na Moravě. Školní budova na adrese Údolní 10 byla uvedena do provozu v září 1889. V roce 1918 se již okolo Vesny soustřeďovalo hned 16 různých dívčích škol.
Rychlý rozvoj Vesny vedl k tomu, že její význam brzy daleko přesáhl hranice města Brna. Spolupracovala s ní řada významných osobností kulturního světa (výtvarníci, básníci či hudebníci) – např. sběratel lidových písní František Bartoš, spisovatelka Gabriela Preissová, skladatel Leoš Janáček či malíř Joža Uprka.

## Vývoj po roce 1991
Po přerušení činnosti v době komunistického režimu (v letech 1951–1991) byla Vesna 6. února 1991 úsilím nové generace nadšenců obnovena jako Ženský vzdělávací spolek Vesna, o.s. Po neúspěšném jednání o restituční navrácení budov na Údolní ulici č. 10, jako centra pro činnost spolku, byla podepsána nájemní smlouva mezi Magistrátem města Brna a ŽVS Vesna (Ženským vzdělávacím spolkem). To vše s výrazným přispěním pedagožky a starostky spolku Hany Zlatuškové.
V září 1991 byla otevřena soukromá Rodinná škola Vesna s akreditací MŠMT ČSR pro obor tříletý a čtyřletý s maturitou, 1. září 1992 Střední zdravotnická škola s maturitním oborem „všeobecná sestra“. 3. září 1999 zahájila činnost nově koncipovaná Střední zdravotnická škola a Střední odborná škola Vesna, o.p.s. s výukou dvou oborů denního studia – čtyřletým maturitním a dvouletým, a jedním tříletým oborem večerního studia „ošetřovatel(ka)“ ukončeným závěrečnou zkouškou. Roku 2006 byl změněn název školy na Střední škola sociálních a zdravotnických služeb.
26. září v rámci 140. výročí narození Františka Mareše, dlouholetého ředitele škol Vesniných, byla odhalena jeho pamětní deska (dílo akademického sochaře Jana Lichtága) na domě Údolní č.10, spolu s otevřením výstavy o minulosti ŽVS Vesna, která byla zahájena přednáškou a setkáním pamětnic a pamětníků.
5. června 2007 se uskutečnila ve spolupráci s Etnografickým ústavem Moravského zemského muzea v Brně v Paláci šlechtičen výstava „Dcerám českým...brněnský Ženský vzdělávací spolek Vesna v letech 1870–1920“.
25. června 2007 byla založena a zaregistrována Vesněnka, o.p.s. jejímž zřizovatelem je ŽVS Vesna. Jde o ojedinělý projekt věnovaný péči o nejmladší děti (věk 1–5 let), denní centrum s výchovně vzdělávacím programem pod odborným vedením, kde si dobu pobytu dětí volí jejich rodiče dle vlastní potřeby.
14. dubna 2011 byla otevřena Jurkovičova jizba v 1. patře budovy v Údolní ulici č. 10, v jedné z autentických místností bývalého dívčího penzionátu ŽVS Vesna. Místnost je zařízena originálním Jurkovičovým nábytkem, jehož zbytky se podařilo přes nepřízeň doby uchovat. Zde byla také uskutečněna výstava Jurkovič a Vesna.
V roce 2013 byla odhalena pamětní deska k 65. výročí úmrtí architekta Dušana Samuela Jurkoviče v Kounicově ulici č. 12, v prvním místě, kde Jurkovič v Brně v letech 1899–1902 žil. Autorem pamětní desky je architekt Valér Kováč.
K 26. srpnu 2013 byla změněna právní forma spolku z občanského sdružení na obecně prospěšnou společnost. Úpravou vnitroblokové zahrady vznikla v roce 2017 komunitní zahrada Pod lípou, využívaná pro příměstské tábory, netradiční sporty a další.
V roce 2018 bylo navázáno spojení s Múzeem D.S.Jurkoviča v Brezovej pod Bradlom s následnou přednáškou historika a ředitele muzea PhDr. Matúše Valihory (29. dubna 2019), ke stému výročí úmrtí Milana Rastislava Štefánika a 150. výročí narození Dušana S. Jurkoviča.
V srpnu roku 2018 byla ukončena činnost Střední školy sociálních a zdravotnických služeb Vesna, o.p.s. a spolek Vesna, o.p.s. převzalo nové vedení. Od října roku 2018 se spolek dostal do existenčních problémů, přestal platit Magistrátu města Brna nájemné, poslední činnost pak proběhla v červnu 2019. Dne 15. října 2019 bylo zahájeno insolvenční řízení.
V roce 2021 byl založen neformální dobrovolnický spolek, posléze přetvořený v Ženský vzdělávací ústav Brno, z. ú., který se zabývá především materiální pomocí rodinám v nouzi. Od května 2022 využívá po dohodě s magistrátem města dvě histrorické budovy Vesny v Údolní ulici. Spolek se vedle pomoci potřebným z řad občanů města zapojil mj. do pomoci poté, co 24. června 2021 zasáhlo část jižní Moravy tornádo či do pomoci rodinám ukrajinských uprchlíků po ruské invazi na Ukrajinu. Rovněž se zabývá také programy předškolního vzdělávání. Jeho předsedkyní je překladatelka a aktivistka Barbora Antonová.

## Současná činnost Vesny
- Pořádá kurzy, kroužky, workshopy, výstavy, přednášky a besedy, příměstské tábory.
- Dětské centrum Vesněnka poskytuje péči o děti od tří let v rámci Dětské skupiny Vesněnka a kroužků a klubů
- Spolupracuje s řadou organizací, především kulturně a sociálně zaměřených.
- Poskytuje užívání svých volných prostor jiným neziskovým organizacím k pořádání akcí vzdělávacích, kulturních, sportovních, společenských.